# The Lookouts
The Lookouts fue una banda americana de punk rock que existió entre 1985 y 1990, sobre Iron Peak, una remota comunidad rural de montaña fuera de Laytonville, California. Los miembros fueron Lawrence Livermore (más conocido como Larry Livermore) en guitarra y voz, Kain Kong en el bajo y los coros y Tré Cool a la batería y voz. Los tres contribuyeron a cantar.

## Historia
A la hora de crear la banda, a Livermore le costaba buscar un baterista, así que se comunicó con Tré Cool, que en ese momento tenía 12 años. Tré no dominaba la batería todavía pero Livermore confió en él.
En enero de 1987 la banda grabó su primer LP (One Planet One People), bajo el sello discográfico de Livermore: Lookout! Records, el cual estaba apenas en sus comienzos. Más tarde, en 1989, salió su segundo LP (Spy Rock Road). También sacaron dos EP: Mendocino Homeland e IV. El final de la banda fue la partida de Tré Cool, que se había ido a Green Day. En 1989, The Lookouts llegaron a tocar junto a Green Day, cuando Operation Ivy daba su último concierto en Gilman Street.
Aunque Tré Cool ha seguido como baterista de Green Day, Livermore se centró en Lookout! Records y finalmente vendió la discográfica a Chris Appelgren, a mediados del decenio de 1990. Billie Joe Armstrong tocó la guitarra principal en la canción "Story", del disco Iv. The Lookouts le telonearon a Bad Religion en 1990.

## Discografía
- IV:

1. "Story".
2. "Dying".
3. "Agape".
4. "Out My Door".

- Spy Rock Road:

1. "That girl's from outer space".
2. "Wild".
3. "Alienation".
4. "Generation".
5. "The green hills of England".
6. "Living behind bars".
7. "Red sea".
8. "Sonny boy".
9. "Trees".
10. "Life".
11. "Friends".

- Mendocino Homeland:

1. "I Saw Her Standing There".
2. "Judgement Day".
3. "Religion Ain't Kul".
4. "Mendocino Homeland".

- One Planet One People:

1. "Why don't you die".
2. "The mushroom is exploding".
3. "Friends of mine".
4. "Mendocino County".
5. "Downtown".
6. "Catatonic Society".
7. "The last time".
8. "Death".
9. "I wanna love you (but you make me sick)".
10. "Recycled love".
11. "It's all over now baby blue".
12. "Miss trendy Burrhead".
13. "My mom smokes pot".
14. "Nazi dreams".
15. "Fuck religion".
16. "Thank the lord".
17. "Fucked up kid".
18. "CAMP get out".
19. "Fourth reich (Nazi America)".
20. "Don't cry for Nicaragua".
21. "One planet one people".
22. "Sometimes".